# Phelsuma barbouri
Phelsuma barbouri är en ödleart som beskrevs av  Arthur Loveridge 1942. Phelsuma barbouri ingår i släktet Phelsuma och familjen geckoödlor. IUCN kategoriserar arten globalt som livskraftig. Inga underarter finns listade i Catalogue of Life.